# Młodzieżowe Indywidualne Mistrzostwa Polski na Żużlu 2021
Młodzieżowe Indywidualne Mistrzostwa Polski na Żużlu 2021 – 55. edycja turnieju, corocznie organizowanego przez PZMot. Rozegrano trzy turnieje eliminacyjne oraz finał, który odbył się 8 września 2021 roku w Częstochowie oraz zwyciężył Jakub Miśkowiak.

## Finał
- Częstochowa, 8 września 2021
- Sędzia: Jerzy Najwer
- NCD: Jakub Miśkowiak – 62,57 w wyścigu 19

| Msc. | Zawodnik             | Klub                  | Pkt  |             |  |
| ---- | -------------------- | --------------------- | ---- | ----------- |  |
| 1    | Jakub Miśkowiak      | Włókniarz Częstochowa | 13+3 | (3,2,3,2,3) |  |
| 2    | Wiktor Lampart       | Motor Lublin          | 13+2 | (2,3,3,3,2) |  |
| 3    | Mateusz Świdnicki    | Włókniarz Częstochowa | 12   | (3,3,0,3,3) |  |
| 4    | Mateusz Cierniak     | Motor Lublin          | 11   | (3,1,3,3,1) |  |
| 5    | Wiktor Jasiński      | Stal Gorzów Wlkp.     | 10   | (3,2,2,1,2) |  |
| 6    | Michał Curzytek      | Sparta Wrocław        | 10   | (2,2,2,2,2) |  |
| 7    | Mateusz Dul          | Orzeł Łódź            | 9    | (1,1,1,3,3) |  |
| 8    | Jakub Poczta         | Ostrovia Ostrów Wlkp. | 8    | (0,3,3,1,1) |  |
| 9    | Damian Ratajczak     | Unia Leszno           | 8    | (2,0,2,2,2) |  |
| 10   | Dawid Rempała        | Unia Tarnów           | 6    | (2,d,1,u,3) |  |
| 11   | Jakub Krawczyk       | Ostrovia Ostrów Wlkp. | 5    | (0,3,0,1,1) |  |
| 12   | Krzysztof Sadurski   | Unia Leszno           | 5    | (0,2,1,2,0) |  |
| 13   | Przemysław Liszka    | Sparta Wrocław        | 5    | (1,1,2,0,1) |  |
| 14   | Przemysław Konieczny | Unia Tarnów           | 4    | (1,1,1,1,0) |  |
| 15   | Mateusz Panicz       | Sparta Wrocław        | 0    | (w,u,d,d,-) |  |
| 16   | Piotr Gryszpiński    | Wybrzeże Gdańsk       | 0    | (w,w,-,-,-) |  |

Bieg po biegu
1. [64,63] Jasiński, Ratajczak, Liszka, Krawczyk
2. [63,70] Cierniak, Lampart, Dul, Poczta
3. [63,58] Miśkowiak, Curzytek, Konieczny, Sadurski
4. [63,15] Świdnicki, Rempała, Panicz (u), Gryszpiński (u)
5. [63,95] Krawczyk, Sadurski, Dul, Gryszpiński (2min)
6. [64,24] Poczta, Jasiński, Konieczny, Panicz (u)
7. [62,56] Świdnicki, Curzytek, Cierniak, Ratajczak
8. [62,56] Lampart, Miśkowiak, Liszka, Rempała (d)
9. [64,23] Poczta, Curzytek, Rempała, Krawczyk
10. [63,11] Miśkowiak, Jasiński, Dul, Świdnicki
11. [62,97] Lampart, Ratajczak, Sadurski, Panicz (d)
12. [62,71] Cierniak, Liszka, Konieczny, Gryszpiński (2min)
13. [63,55] Cierniak, Miśkowiak, Krawczyk, Panicz (d)
14. [63,49] Lampart, Curzytek, Jasiński, Gryszpiński (2min)
15. [63,89] Dul, Ratajczak, Konieczny, Rempała (u)
16. [62,63] Świdnicki, Sadurski, Poczta, Liszka
17. [63,60] Świdnicki, Lampart, Krawczyk, Konieczny
18. [63,84] Rempała, Jasiński, Cierniak, Sadurski
19. [62,57] Miśkowiak, Ratajczak, Poczta, Gryszpiński (2min)
20. [63,59] Dul, Curzytek, Liszka, Panicz (2min)

Bieg dodatkowy o 1. miejsce
21. [63,39] Miśkowiak, Lampart